# Sémiologie graphique
La sémiologie graphique est, de façon générale, l'ensemble des règles qui régissent la construction d'un système de signes ou langage permettant la traduction graphique d'une information. Depuis la parution de la Sémiologie graphique de Jacques Bertin en 1967, elle désigne surtout un ensemble standardisé des règles et de pratiques inhérentes à la représentation cartographique au-delà des travaux réalisés par Bertin.

## Dénomination
En français l'expression langage cartographique est aussi utilisée, comme design cartographique, qui permet une approche plus large que celle développée par Jacques Bertin.
Il existe en anglais plusieurs formulations :
- map design, après les travaux d'Arthur H. Robinson en 1952 ;
- cartographic symbology[3] ;
- cartosemiotics (réduction de cartographical semiotics, utilisation marginale[Note 1]) ;
- cartographic sign system[4].

Jacques Bertin (cartographe) parle de « la » graphique, système graphique contenant un ensemble d'éléments et signes monosémiques, c'est-à-dire dont chacun n'a qu'un seul sens, qui permet de réaliser des figures compréhensibles ; cette graphique au féminin ressemble aux légendes des cartes.

## Histoire

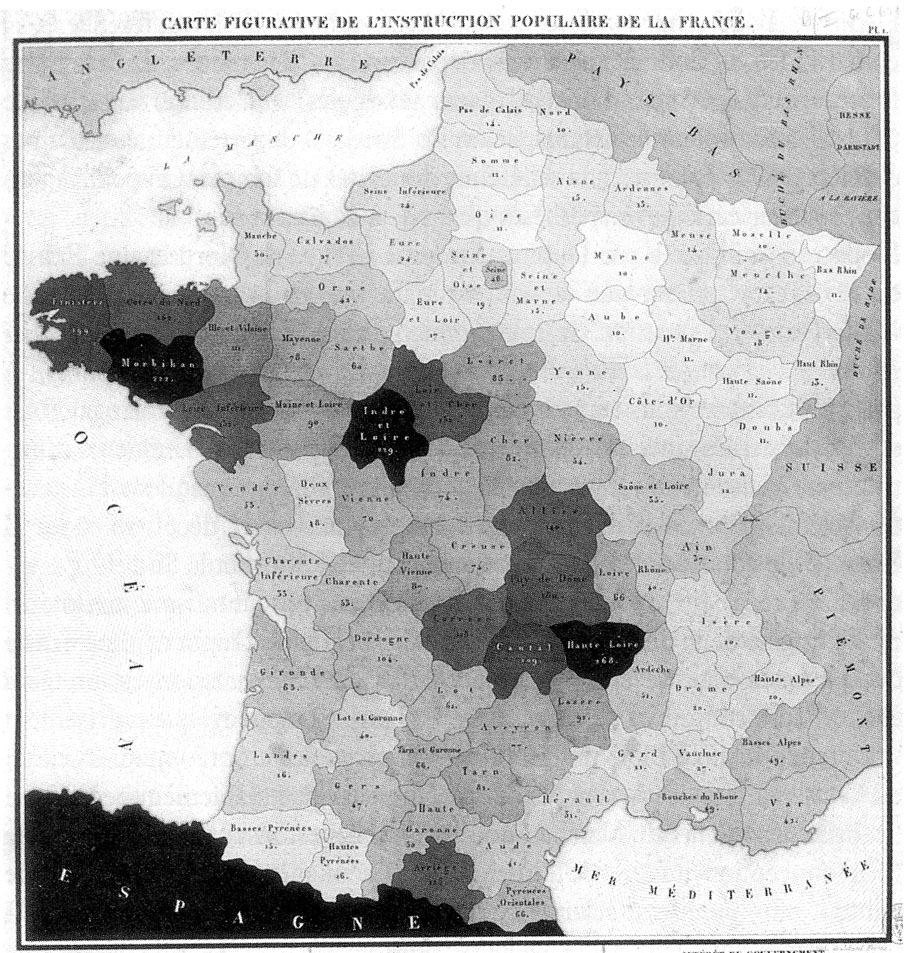
Carte figurative de l'instruction populaire de la France (1826), par Charles Dupin. Cette carte choroplèthe est la première carte thématique jamais réalisée.

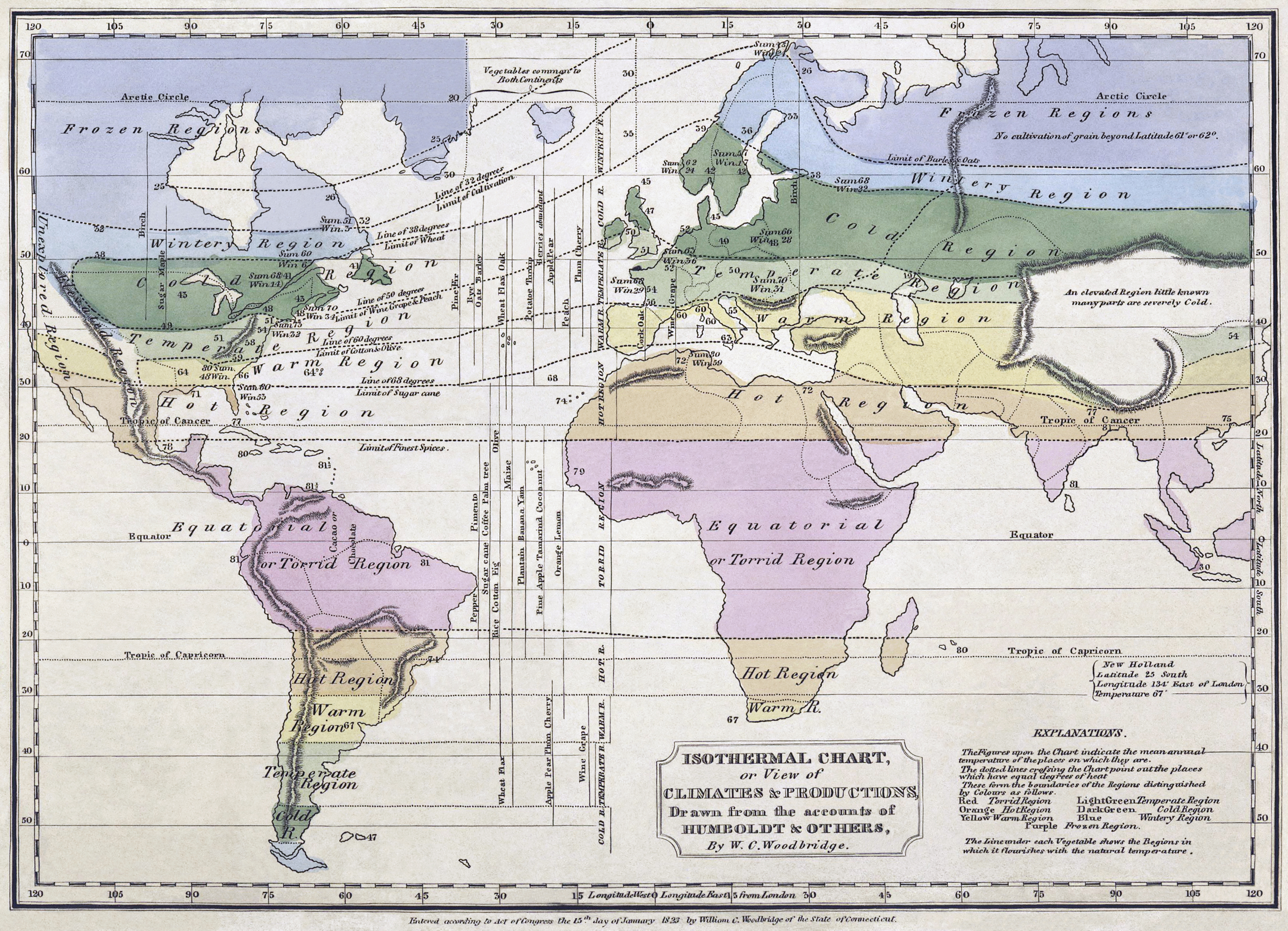
La Carte des isothermes de Woodbridge et de Humboldt, une des premières cartes thématiques, recourt encore beaucoup au langage écrit.

Jusqu'au XIXe siècle, la production cartographique se limite presque exclusivement aux cartes topographiques qui utilisent des éléments visuels invariants (des figurés d'arbres pour les espaces forestiers, des quadrilatères rouges ou noirs pour les espaces bâtis, des lignes bleues ou noires pour les rivières et les routes...) et fortement lexicalisés (avec un recours très important aux descriptions et aux notes écrites). L'utilité première de la carte topographique est la localisation exhaustive d'objets dans un référentiel spatial orthonormé qui rende compte des distances et des étendues,. L'analyse en soi de phénomènes spatialisés n'est pas la priorité.
C'est avec les débuts de la cartographie thématique que les premières tentatives de création de règles de variables visuelles apparaissent.
Avec une représentation classique, comme une carte, la représentation correcte doit être complète et précise. Avec la sémiologie graphique, la meilleure représentation est celle qui permet la communication la plus efficace. L'efficacité d'un graphique se mesure par le temps d'observation nécessaire pour obtenir une réponse à une question donnée, plus ce temps est court et plus l'efficacité est meilleure. Il faut produire des « formes perceptibles dans l’instant minimum de vision », écrit Bertin dans son ouvrage. Le graphique est assimilé à un ensemble de questions auquel il répond. Voilà pourquoi la sémiologie graphique exprime une grammaire qui repose sur l'analyse de l'information et des moyens du système graphique.
Un graphique, ici, n'est pas quelque chose de fixe, mais un ensemble de pièces que l'on manipule pour former un traitement graphique d'une information :

« Ce point est fondamental. C’est la mobilité interne de l’image qui caractérise la graphique moderne. On ne “dessine” plus un graphique une fois pour toutes. On le “construit” et on le reconstruit (on le manipule) jusqu’au moment où toutes les relations qu’il recèle ont été perçues. »

— Jacques Bertin (cartographe), La graphique et le traitement graphique de l’information